# Héctor Nicolás Gómez
Héctor Nicolás Gómez (Tafí Viejo, Tucumán; 21 de septiembre de 1956 - 27 de marzo de 2022) fue un futbolista argentino que jugaba como delantero.

## Trayectoria

### Atlético Tucumán
Gómez debutó Atlético Tucumán en 1976, cerca de sus 20 años. En 1977 se coronó campeón de la Liga Tucumana y clasificó al Nacional de 1978. En 1978 ganaría nuevamente la Liga Tucumana y en el Nacional haría un gran papel, pero no podría clasificarse a la fase final. 1979 sería un año clave ya que se consagraría tricampeón tucumano y en el Nacional tendría una gran actuación, Gómez jugó 12 partidos como suplente y marcó 5 goles, además terminó segundo en su grupo y clasificó a la fase final, donde venció a Instituto en cuartos de final, pero caería en semifinales ante Unión, además este campeonato es recordado ya que en la última fecha, en el clásico tucumano, Gómez empataría el partido para dejar a su clásico rival sin posibilidades de clasificarse a la fase final. En 1980 tendría su mejor año, con respecto a los números, ya que Gómez anotaría 28 goles en la Liga Tucumana, pero no podría coronarse campeón y en el Nacional marcaría otros 6 goles.
Gómez marcó 57 goles, con la camiseta de Atlético, en 89 partidos.

### Vélez Sarsfield
En 1981 llegó a Vélez, pero su estadía en el club no duró mucho, jugando solamente esa temporada. 

### Estudiantes de Río Cuarto
1982 llega a Estudiantes de Río Cuarto. En 1983 se consagró campeón del Provincial, venciendo a Belgrano por 3 a 1 en la final disputada en el hoy Mario Kempes, clasificando de esta manera al Nacional 1983 por primera vez en la historia de Estudiantes, donde sería el autor del primer gol del equipo de Río Cuarto en primera División.

## Selección argentina
Gómez fue convocado para disputar el preolímpico de 1980, con la selección argentina, en donde se coronaría campeón invicto.

## Clubes
| Club                      | País      |
| ------------------------- | --------- |
| Atlético Tucumán          | Argentina |
| Vélez                     | Argentina |
| Estudiantes de Río Cuarto | Argentina |

## Palmarés
| Título                | Equipo                    | País      | Año  |
| --------------------- | ------------------------- | --------- | ---- |
| Liga Tucumana         | Atlético Tucumán          | Argentina | 1977 |
| Liga Tucumana         | Atlético Tucumán          | Argentina | 1978 |
| Liga Tucumana         | Atlético Tucumán          | Argentina | 1979 |
| Campeonato Provincial | Estudiantes de Río Cuarto | Argentina | 1983 |